# Ulrich Nonn
Ulrich Nonn (* 21. Januar 1942 in Ahrweiler; † 6. Dezember 2023) war ein deutscher Historiker.
Ulrich Nonn studierte von 1961 bis 1967 Geschichte und Germanistik an den Universitäten Bonn und Freiburg. 1967 erfolgte die Erste Staatsprüfung für das Lehramt am Gymnasium. Von 1967 bis 1971 war Nonn Wissenschaftliche Hilfskraft in Bonn. 1971 promovierte er in Bonn bei Eugen Ewig mit der Arbeit Merowingische Testamente. Studien zum Fortleben einer römischen Urkundenform im Frankenreich. Von 1971 bis 1982 war er Wissenschaftlicher Assistent an der Universität Bonn. 1980/81 erfolgte die Habilitation an der Universität Bonn. 1982 war er Vertretungsprofessor an der Universität Heidelberg. 1984 erfolgte die Zweite Staatsprüfung für das Lehramt am Gymnasium. Von 1984 bis 1990 war er Studienrat für Deutsch und Geschichte am Albert-Einstein-Gymnasium in Sankt Augustin. Von 1991 bis zu seiner Emeritierung lehrte er an der Universität Koblenz-Landau.
Nonn arbeitete schwerpunktmäßig mit anderen Historikern, Germanisten und Romanisten verschiedener Universitäten an einem DFG-Projekt zur Erschließung der Personennamen vom 3. bis 8. Jahrhundert als Indikatoren für sprachliche, ethnische, soziale und kulturelle Gruppenzugehörigkeit. Ein weiterer Arbeitsschwerpunkt war die Edition von Quellen zur Alltagsgeschichte im Früh- und Hochmittelalter. Er veröffentlichte 2010 eine Darstellung über das spätantik-frühmittelalterliche Volk der Franken.

## Schriften (Auswahl)
- Merowingische Testamente. Studien zum Fortleben einer römischen Urkundenform im Frankenreich. In: Archiv für Diplomatik. Bd. 18, 1972, S. 1–129, doi:10.7788/afd.1972.18.jg.1 (Zugleich: Bonn, Universität, Dissertation, 1971).
- Pagus und Comitatus in Niederlothringen. Untersuchungen zur politischen Raumgliederung im früheren Mittelalter (= Bonner historische Forschungen. Bd. 49). Röhrscheid, Bonn 1983, ISBN 3-7928-0457-3 (Zugleich: Bonn, Universität, Habilitations-Schrift, 1980/1981).
- als Herausgeber: Quellen zur Alltagsgeschichte im Früh- und Hochmittelalter (= Freiherr-vom-Stein-Gedächtnisausgabe. = Ausgewählte Quellen zur deutschen Geschichte des Mittelalters. Bd. 40). 2 Bände. Wissenschaftliche Buchgesellschaft, Darmstadt 2003–2007, ISBN 3-534-03158-X (Bd. 1), ISBN 978-3-534-03159-7 (Bd. 2).
- Die Franken (= Kohlhammer-Urban-Taschenbücher. Bd. 579). Kohlhammer, Stuttgart 2010, ISBN 978-3-17-017814-4.
- Mönche, Schreiber und Gelehrte. Bildung und Wissenschaft im Mittelalter. WBG, Darmstadt 2012, ISBN 978-3-534-23072-3.